# Jean Henri Joseph Dupotet
Jean Henri Joseph Dupotet fue un marino francés que combatió en la armada de su país durante las guerras revolucionarias y napoleónicas.

## Biografía
Dupotet nació el 17 de diciembre de 1777 en Chaugey. Era el primogénito de una familia de 10 hijos. Se unió a la marina como marinero a los 16 años de edad. Desde mayo de 1795, prestó servicio en el Alceste, navío de 32 cañones. Se distinguió en la captura del HMS Berwick, de 74 cañones el 7 de agosto de 1795, por lo que fue promovido y trasladado a la corbeta Unité.
El 20 de abril de 1796 su buque fue capturado en Annaba, al norte de Argelia, por la fragata HMS Inconstant y Dupotet fue tomado prisionero.
De regreso a Francia, fue promovido a subteniente el 3 de marzo de 1798. Tomó parte en el crucero al Mar Mediterráneo comandado por Étienne Eustache Bruix y sirvió en el Argonaute en su campaña a las Islas de Sotavento. 
De regreso fue promovido a teniente y sirvió como segundo al mando del Redoutable, combatiendo heroicamente en la Batalla de Trafalgar, tras lo cual fue promovido a capitán de fragata, sirviendo bajo las órdenes de Denis Decrès.
En 1807 comandaba el Charlemagne, destinado a Flesinga, en la costa de Zelanda en los Países Bajos. En 1809 asumió el mando de la fragata de 44 cañones Niémen y fue destinado a Burdeos, pero en el posterior enfrentamiento con la flota de la Royal Navy que bloqueaba Brest, el 6 de abril de 1809 el Niémen fue capturado y Dupotet cayó prisionero nuevamente, siendo liberado 5 años después.

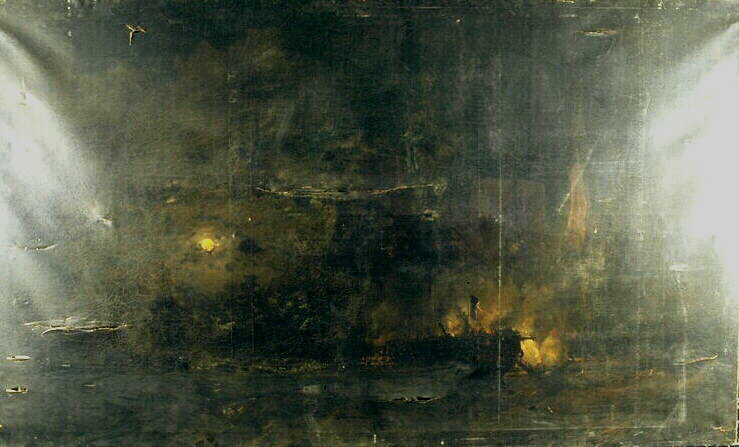
Combate de la fragata Niemen contra las fragatas Arethusa y Amethyst, 6 de abril de 1809.

Regresó a Francia en tiempos de la Restauración Francesa. En julio de 1815 recibió el mando de la fragata  Flore, comandando luego el Gloire y el Jeanne d'Arc, nave insignia del escuadrón del Mar Caribe.
El 26 de octubre de 1828 fue ascendido a contralmirante y tras el ascenso al trono de Luis Felipe I, entre 1830 y 1834 se desempeñó como gobernador de Martinica.
El 6 de enero de 1840, a bordo del Atalante, reemplazó al contralmirante Luis Francisco Leblanc al mando de la flota francesa que bloqueaba los puertos de la Confederación Argentina. Su nombramiento era una señal de distensión que acompañaba el nombramiento de Ángel Renée Armand de Mackau como plenipotenciario en reemplazo del encargado de negocios interino Aimé Roger. Dupotet es mencionado en la correspondencia de Charles Darwin
El 5 de enero de 1834 fue nombrado Gran Oficial de la Orden de San Luis.
Dupotet fue promovido a vicealmirante el 12 de julio de 1841, y sirvió como inspector general de puertos del Atlántico entre 1844 y 1845, año en que se retiró del servicio activo. Murió en París el 9 de enero de 1852.